# ながの環境エネルギーセンター
ながの環境エネルギーセンター（ながのかんきょうエネルギーセンター）は、長野県長野市にある長野広域連合のごみ処理施設である。

## 概要

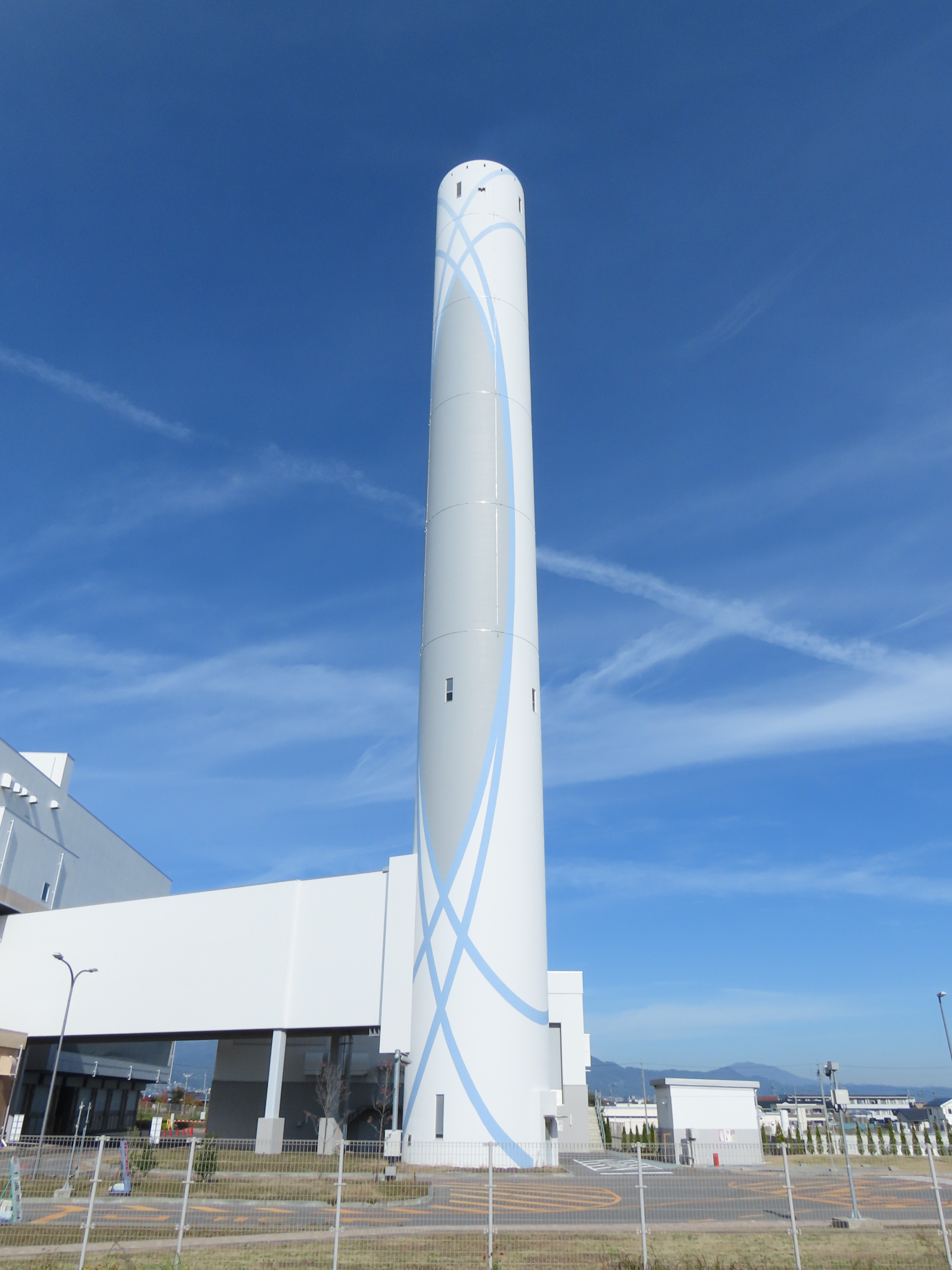
煙突（2024年11月10日）

ごみ処理の広域化を目的に長野広域連合管内で整備が進められている2箇所のごみ処理施設と1箇所の最終処分場の内の1箇所であり、長野市の大部分・須坂市・高山村・信濃町・小川村・飯綱町から排出される可燃ごみの処理を担当する。
1日当たり135トンの処理ができるストーカー式焼却炉を3炉と、22トンの処理ができる電気式灰溶融炉を2炉を持ち、蒸気タービン発電機（定格出力: 7,910キロワット）による発電を行っている。
隣接するサンマリーンながのへの熱供給を行っている。
施設の整備・運営を民間に委託するDBO方式が採用されており、日立造船を代表とする共同企業体が受託している。施工は日立造船・北野建設特定建設工事共同企業体によって行われ、管理運営は特定目的会社の「EcoHitzながの」によって行われている。

## 歴史
- 2015年（平成27年）7月31日 - 着工[3]。
- 2019年（平成31年）2月28日 - 竣工[3]。
- 2019年（平成31年）3月1日 - 稼働開始[6]。